# Angel of Retribution
Angel of Retribution — п'ятнадцятий студійний альбом англійської групи Judas Priest.

## Композиції
1. Judas Rising — 4:15
2. Deal with the Devil — 3:54
3. Revolution — 4:42
4. Worth Fighting For — 4:17
5. Demonizer — 4:35
6. Wheels of Fire — 3:41
7. Angel — 4:23
8. Hellrider — 6:23
9. Eulogy — 2:54
10. Lochness — 13:28